# Armando Bernabiti
Armando Bernabiti (* 4. März 1900 in Crevalcore; † 22. Dezember 1970 in Crevalcore) war ein italienischer Architekt und Stadtplaner. Seine Hauptwirkungsstätte waren von 1927 bis 1945 die italienischen Ägäis-Inseln.

## Biographie
Der Geburtsort liegt in der Provinz Bologna. Nach dem Erwerb des Diploms als Lehrer im Architekturzeichnen an der Akademie der Schönen Künste der Universität Bologna arbeitet Armando Bernabiti 1924 in Paris, möglicherweise auch noch 1925, zum Zeitpunkt der Exposition internationale des arts décoratifs et industriels modernes. 1926 schließt sich eine Tätigkeit in Rom am Istituto Autonomo Case Popolari an, das zu dieser Zeit von Alberto Calza Bini geleitet wird, dem Sekretär des Sindacato Nazionale Architetti Fascisti. Armando Bernabiti ist seit 1920 ein Anhänger der faschistischen Bewegung.
1927 wird er vom Außenministerium nach Rhodos geschickt, um im Ufficio Architettura della Direzione Lavori Pubblici del Governatorato zu arbeiten. Zusammen mit Rodolfo Petracco arbeitet er in engem Kontakt mit dem italienischen Gouverneur der Inseln, Mario Lago, und entwirft eine große Zahl öffentlicher und privater Gebäude. Seine bedeutendsten Werke befinden sich auf Rhodos (Terme di Calitea, Teatro Puccini, Institut für Meeresbiologie – Aquarium, Badeanstalt La Ronda, Kirche S. Francesco, Casa Littoria), auf Kos, das nach dem Erdbeben von 1933 wieder aufgebaut wurde (Kindergarten, Casa del Fascio, Casa del Balilla, Synagoge, Villa Brunetti) und in der neben der Militärbasis auf Leros neu gegründeten Stadt Portolago (Hotel Rom, Kino, Rathaus, Casa del Balilla, Häuser für Offiziere und Unteroffiziere).
Zusammen mit Rodolfo Petracco entwirft er „hervorragende Werke im Stil der künstlerischen Strömung des Novecento, orientiert am rationalistischen Kanon, Werke von hoher Qualität und mit spezifischen Merkmalen, die über die Formensprache reiner Kolonialarchitektur hinausgehen“.
Er bleibt auch nach der Machtübernahme der Deutschen (1943) in Rhodos im Dienst und wird von den Briten nach dem Krieg für ein Jahr in einem Lager für Kollaborateure im Inselinneren interniert. Nach der Rückkehr nach Italien findet er bis zur Rente in staatlichen Bauämtern in Pesaro und Bologna Beschäftigung, kann aber nicht mehr an den Erfolgen von Rhodos anknüpfen. Den Lebensabend verbringt er in seiner Geburtsstadt.

## Abgeschlossene Arbeiten
Rhodos (Stadt) (Insel Rhodos):
- Casa del Balilla (Haus der faschistischen Jugend) (1928–1932);
- Ländliche Mustersiedlung Peveragno Rodio (1929)[8];
- Terme di Calitea (1929 – begonnen von Pietro Lombardi, fertiggestellt von Armando Bernabiti)[8][9];
- Meeresbiologisches Institut (1934);
- Badeanstalt „La ronda“ (1935)[10];
- Ländliche Mustersiedlung Campochiaro (1936–1939), mit Rodolfo Petracco[11];
- Ländliche Mustersiedlung Savona (1936–1939), mit Rodolfo Petracco, 1938 umbenannt in San Benedetto, heutiger Name Kolymbia;
- Kirche Agios Frangiskos tis Asizis (1936–1939);
- Giacomo-Puccini-Theater (1937).

Portolago (heute Lakki – Insel Leros):
- Casa del Balilla (Haus der faschistischen Jugend) (1933);
- Rathaus und Casa del Fascio (1935–1938)[8];
- Kino – Theater - Albergo Roma (1936–1938)[8];
- Kirche San Francesco (heute San Nicola) (1935–1939);
- Wohnungen für Offiziere und Unteroffiziere (1936–1938), mit Rodolfo Petracco[8].

Kos (Stadt) (Insel Kos):
- Casa del Fascio (Haus der faschistischen Partei) (1934–1935);
- Casa del Balilla (Haus der faschistischen Jugend) (1934–1936).
- Synagoge Kahal Shalom (1935), gemeinsam mit Rodolfo Petracco[12];

Ausgewählte Werke
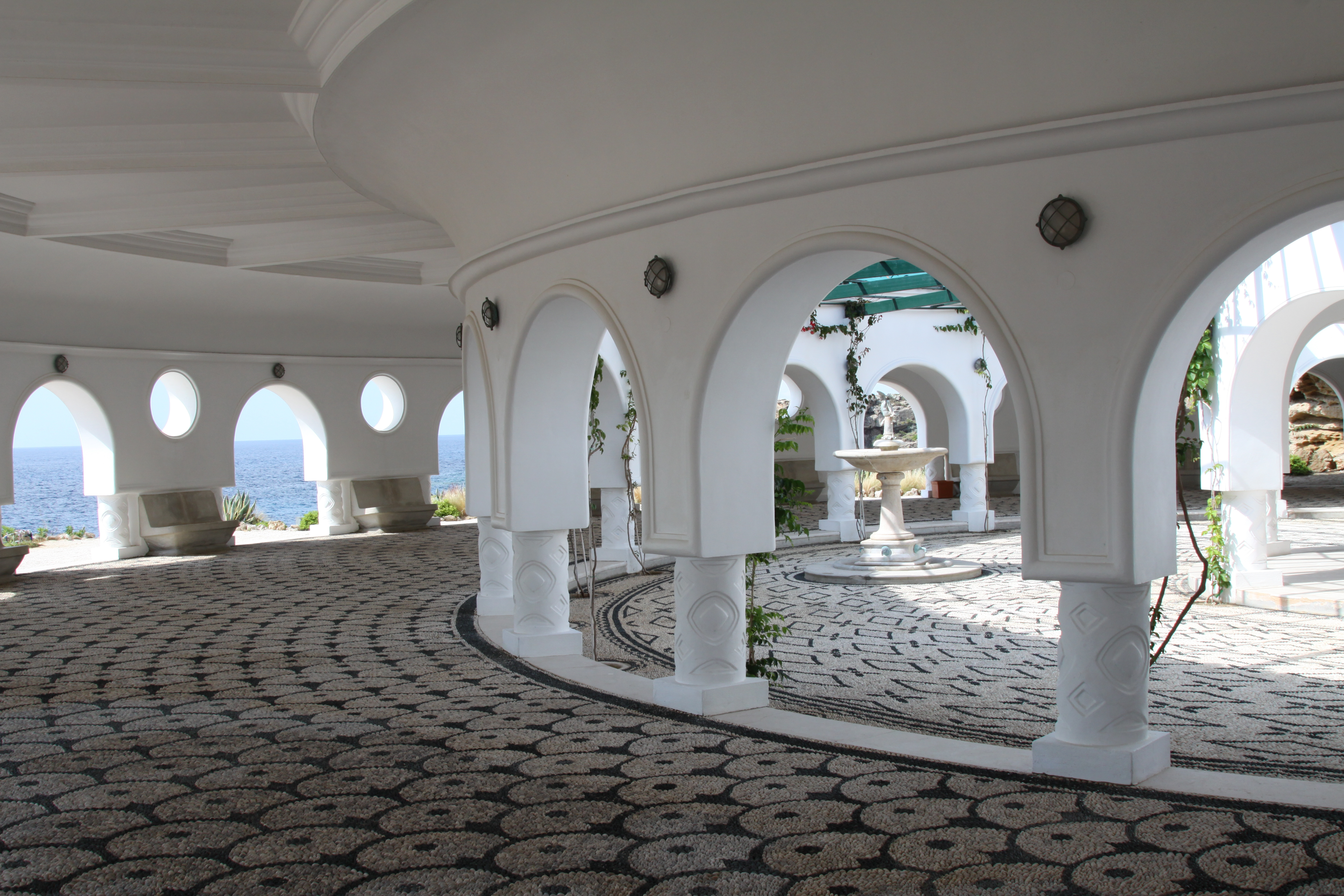
Rhodos, Terme di Calitea
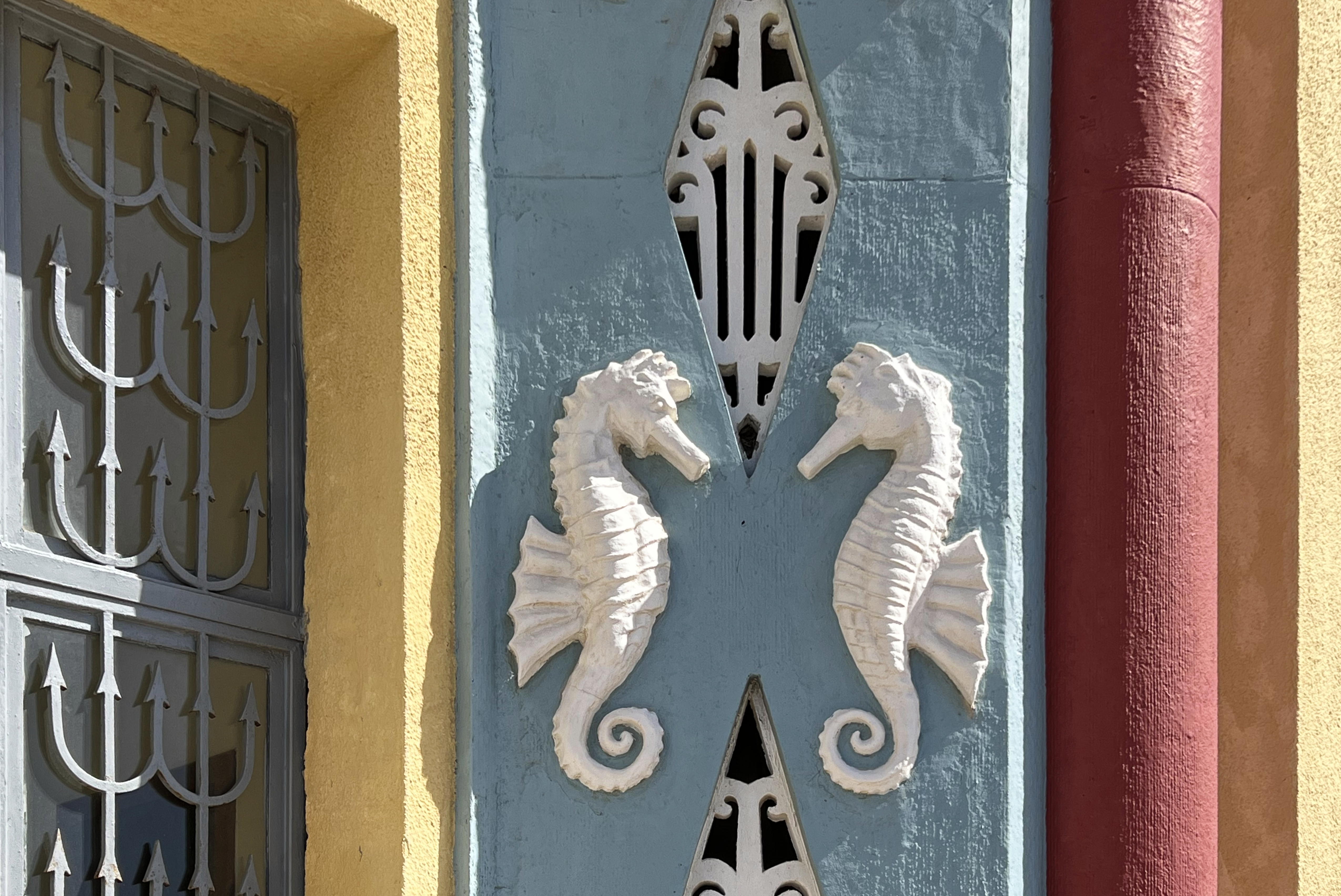
Rhodos, Aquarium (Detail)
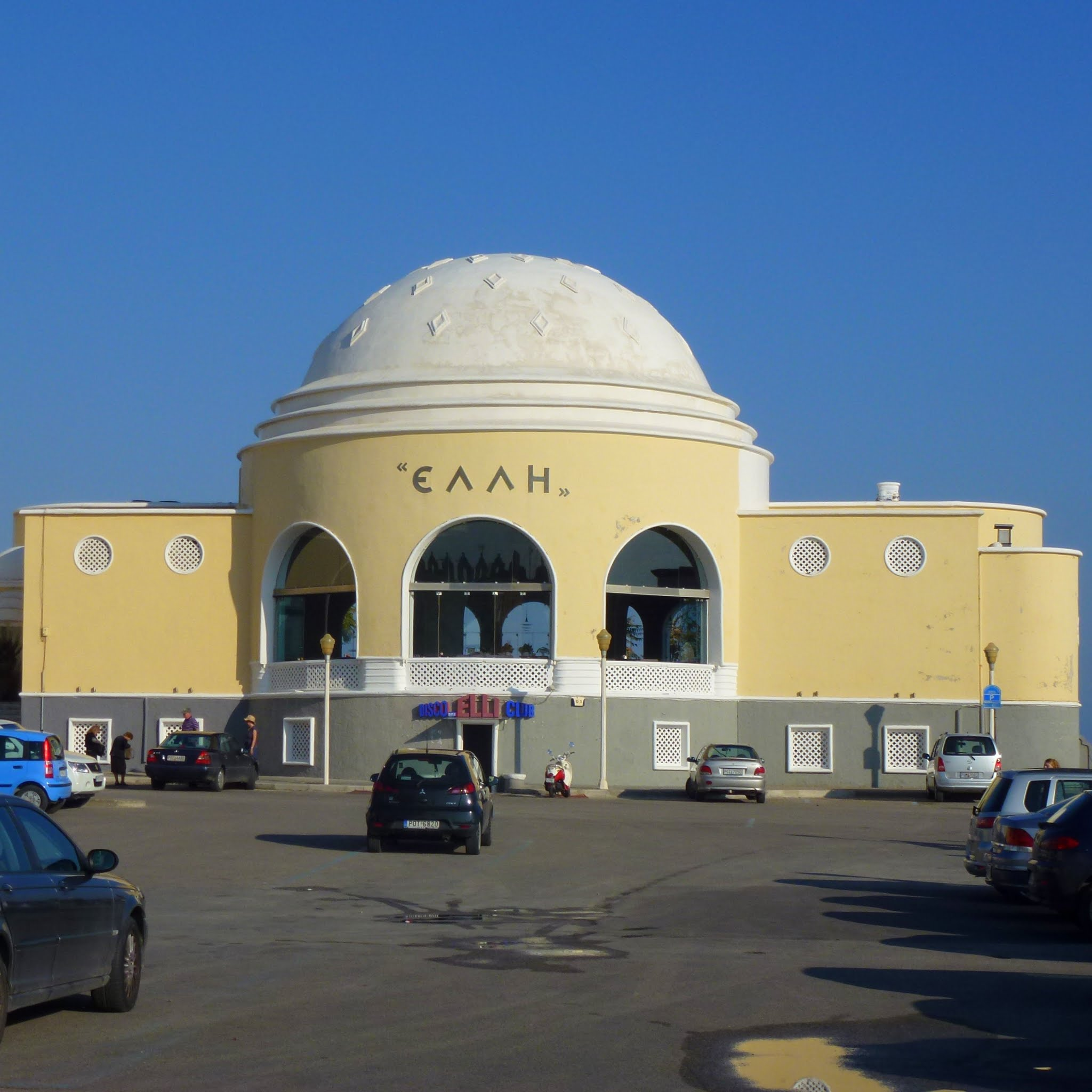
Rhodos, La Ronda
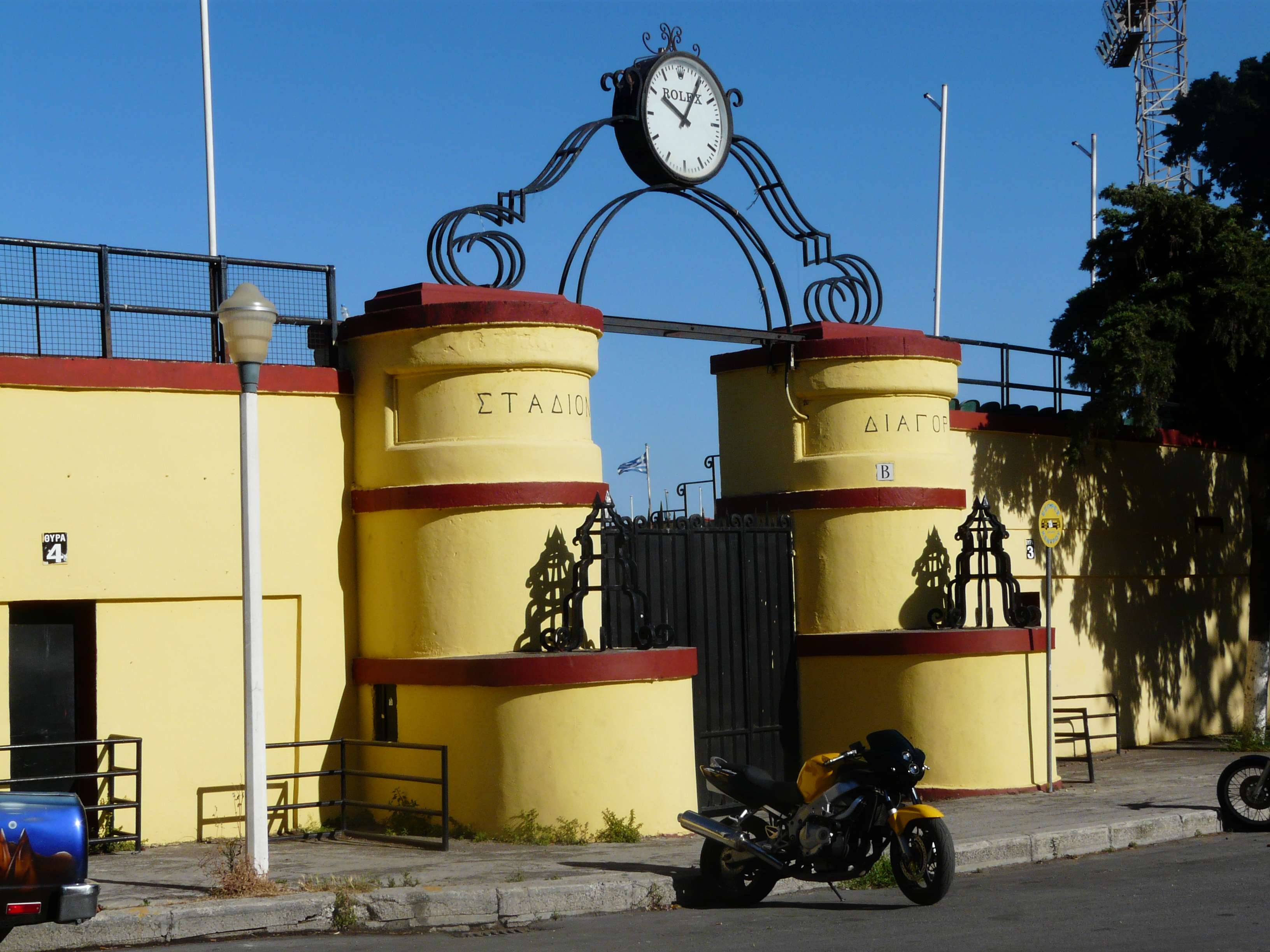
Rhodos, Diagoras-Stadion
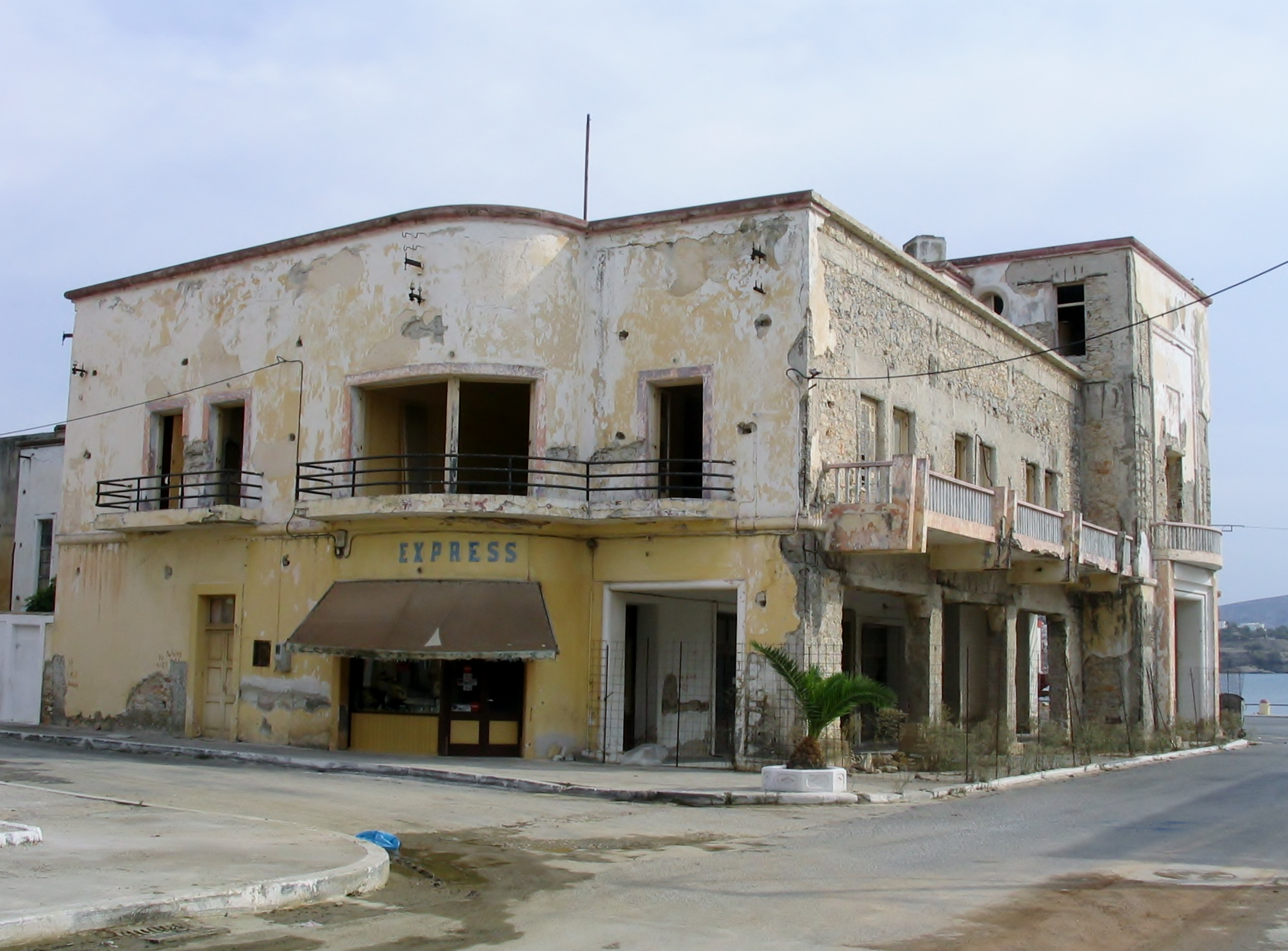
Portolago, Albergo Roma (Zustand 2005)
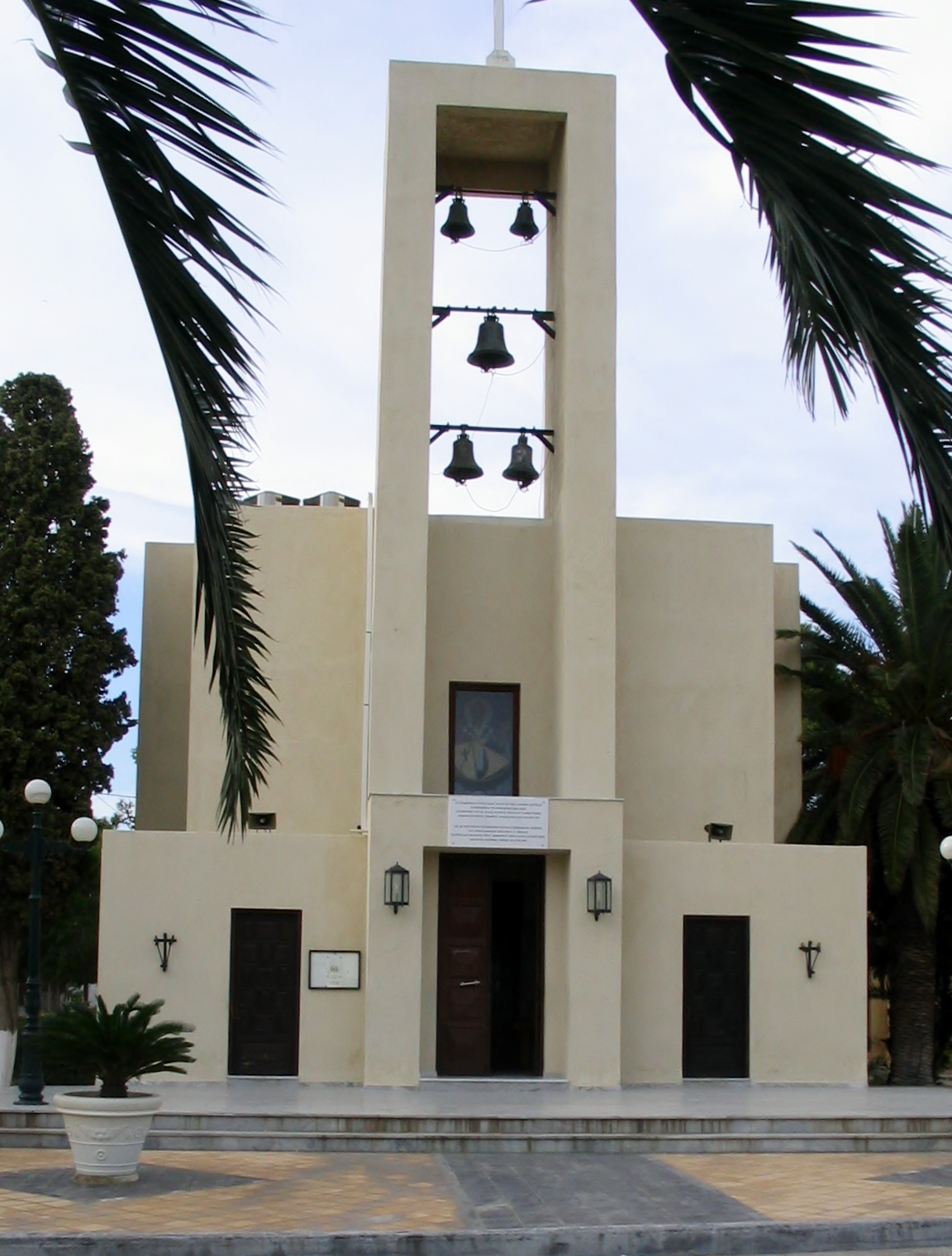
Portolago, Kirche San Francesco (heute San Nicola)
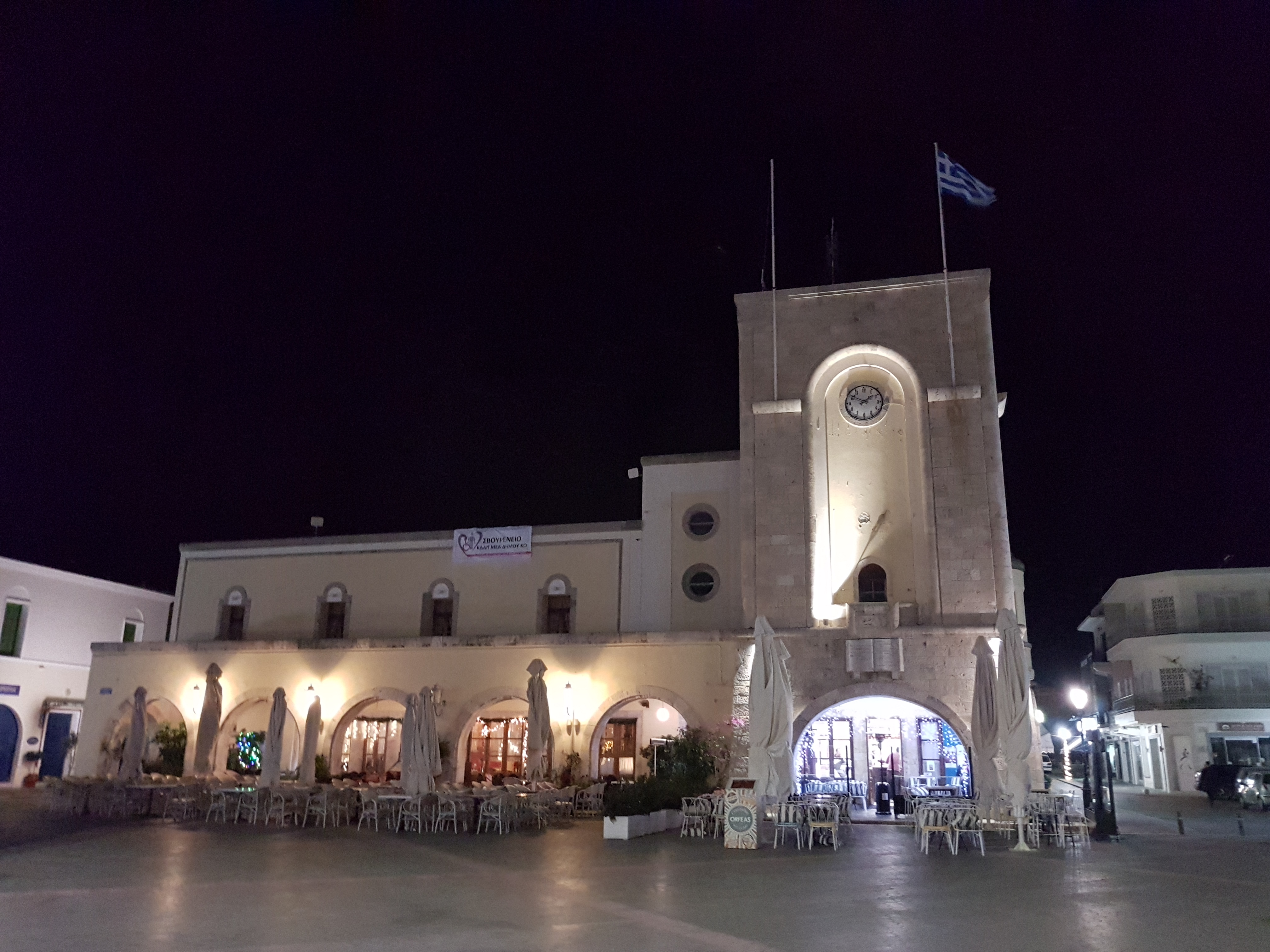
Kos, Casa del Fascio